# Ernestas Šetkus
Ernestas Šetkus (Tauragė, 25 maggio 1985) è un ex calciatore lituano, di ruolo portiere.

## Carriera

### Club
Il 15 luglio 2013 viene ingaggiato dal Nea Salamis, nel campionato cipriota. Per l'estremo difensore lituano si tratta di un ritorno a Cipro, dopo l'esperienza precedente con l'Olympiakos Nicosia.
Dopo essersi messo in evidenza nel campionato turco tra i pali del Sivasspor, il 21 luglio 2016 viene tesserato dall'ADO Den Haag, formazione impegnata in Eredivisie, con cui firma un contratto della durata di due anni con opzione di rinnovo.
Il 12 luglio 2017 si trasferisce in Israele, accordandosi per due stagioni con l'Hapoel Haifa. Esordisce nel campionato israeliano il 19 agosto contro l'Hapoel Ashkelon. A fine stagione vince la Coppa d'Israele, venendo eletto miglior portiere del campionato israeliano. Il 26 luglio 2018 esordisce nelle competizioni europee contro l'FH Hafnarfjörður (1-1), incontro preliminare valido per l'accesso alla fase a gironi di UEFA Europa League.
Il 20 giugno 2019 firma un biennale con l'Hapoel Be'er Sheva. Il 23 luglio 2020 viene ingaggiato dall'Hapoel Tel Aviv, con cui firma un accordo valido fino al 2022. Dopo un periodo di inattività, il 7 febbraio 2023 annuncia il ritiro.

### Nazionale
Esordisce in nazionale il 22 marzo 2011 contro la Polonia in amichevole, subentrando nella ripresa al posto di Žydrūnas Karčemarskas. Nel 2019 è stato eletto calciatore lituano dell'anno dalla LFF. In totale conta 38 presenze con la selezione lituana.

## Statistiche

### Presenze e reti nei club
Statistiche aggiornate al 21 maggio 2022.
| Stagione                  | Squadra                   | Campionato                | Campionato | Campionato | Coppe nazionali | Coppe nazionali | Coppe nazionali | Coppe continentali | Coppe continentali | Coppe continentali | Altre coppe | Altre coppe | Altre coppe | Totale | Totale |
| Stagione                  | Squadra                   | Comp                      | Pres       | Reti       | Comp            | Pres            | Reti            | Comp               | Pres               | Reti               | Comp        | Pres        | Reti        | Pres   | Reti   |
| ------------------------- | ------------------------- | ------------------------- | ---------- | ---------- | --------------- | --------------- | --------------- | ------------------ | ------------------ | ------------------ | ----------- | ----------- | ----------- | ------ | ------ |
| 2006                      | Žalgiris                  | A                         | 36         | -39        | CL              | 0               | 0               | -                  | -                  | -                  | -           | -           | -           | 36     | -39    |
| 2007                      | Žalgiris                  | A                         | 15         | -11        | CL              | 0               | 0               | -                  | -                  | -                  | -           | -           | -           | 15     | -11    |
| 2008                      | Žalgiris                  | A                         | 18         | -30        | CL              | 1               | -2              | -                  | -                  | -                  | -           | -           | -           | 19     | -32    |
| 2009                      | Tauras                    | A                         | 24         | -18        | CL              | 0               | 0               | -                  | -                  | -                  | -           | -           | -           | 24     | -18    |
| 2010                      | Žalgiris                  | A                         | 16         | -13        | CL              | 0               | 0               | -                  | -                  | -                  | -           | -           | -           | 16     | -13    |
| Totale Žalgiris           | Totale Žalgiris           | Totale Žalgiris           | 85         | -93        |                 | 1               | -2              |                    | -                  | -                  |             | -           | -           | 86     | -95    |
| 2010-2011                 | Olympiakos Nicosia        | A                         | 16+3       | -25 + -8   | CC              | 0               | 0               | -                  | -                  | -                  | -           | -           | -           | 19     | -33    |
| 2011-2012                 | Olympiakos Nicosia        | A                         | 17+5       | -20 + -5   | CC              | 3               | -1              | -                  | -                  | -                  | -           | -           | -           | 25     | -26    |
| Totale Olympiakos Nicosia | Totale Olympiakos Nicosia | Totale Olympiakos Nicosia | 33+8       | -45 + -13  |                 | 3               | -1              |                    | -                  | -                  |             | -           | -           | 44     | -59    |
| 2012-gen. 2013            | Botev Plovdiv             | A-PFG                     | 11         | -9         | CB              | 0               | 0               | -                  | -                  | -                  | -           | -           | -           | 11     | -9     |
| 2013                      | Homel'                    | VL                        | 2          | -1         | KB              | 0               | 0               | -                  | -                  | -                  | -           | -           | -           | 2      | -1     |
| 2013-2014                 | Nea Salamis               | A                         | 23+8       | -25 + -13  | CC              | 2               | -4              | -                  | -                  | -                  | -           | -           | -           | 33     | -42    |
| 2014-2015                 | Kerkyra                   | SL                        | 22         | -27        | CG              | 0               | 0               | -                  | -                  | -                  | -           | -           | -           | 22     | -27    |
| 2015-2016                 | Sivasspor                 | SL                        | 32         | -45        | TK              | 0               | 0               | -                  | -                  | -                  | -           | -           | -           | 32     | -45    |
| 2016-2017                 | ADO Den Haag              | ED                        | 22         | -40        | CO              | 0               | 0               | -                  | -                  | -                  | -           | -           | -           | 22     | -40    |
| 2017-2018                 | Hapoel Haifa              | Lh                        | 24+8       | -19 + -15  | CI+CdL          | 4+4             | -3 + -6         | -                  | -                  | -                  | -           | -           | -           | 40     | -43    |
| 2018-2019                 | Hapoel Haifa              | Lh                        | 25+5       | -35 + -7   | CI+CdL          | 0               | 0               | UEL                | 4                  | -7                 | SI          | 0           | 0           | 34     | -49    |
| Totale Hapoel Haifa       | Totale Hapoel Haifa       | Totale Hapoel Haifa       | 49+13      | -54 + -22  |                 | 8               | -9              |                    | 4                  | -7                 |             | 0           | 0           | 74     | -92    |
| 2019-2020                 | Hapoel Be'er Sheva        | Lh                        | 17+4       | -13 + -4   | CI+CdL          | 2+1             | -4 + -0         | UEL                | 8                  | -10                | -           | -           | -           | 32     | -31    |
| 2020-2021                 | Hapoel Tel Aviv           | Lh                        | 24+5       | -24 + -3   | CI+CdL          | 5+5             | -4 + -4         | -                  | -                  | -                  | -           | -           | -           | 39     | -35    |
| 2021-2022                 | Hapoel Tel Aviv           | Lh                        | 26+5       | -31 + -5   | CI+CdL          | 1+0             | -3              | -                  | -                  | -                  | -           | -           | -           | 32     | -39    |
| Totale Hapoel Tel Aviv    | Totale Hapoel Tel Aviv    | Totale Hapoel Tel Aviv    | 50+10      | -55 + -8   |                 | 11              | -11             |                    | -                  | -                  |             | -           | -           | 71     | -74    |
| Totale carriera           | Totale carriera           | Totale carriera           | 413        | -485       |                 | 28              | -31             |                    | 12                 | -17                |             | 0           | 0           | 453    | -533   |

### Cronologia presenze e reti in nazionale
| Cronologia completa delle presenze e delle reti in nazionale ― Lituania | Cronologia completa delle presenze e delle reti in nazionale ― Lituania | Cronologia completa delle presenze e delle reti in nazionale ― Lituania | Cronologia completa delle presenze e delle reti in nazionale ― Lituania | Cronologia completa delle presenze e delle reti in nazionale ― Lituania | Cronologia completa delle presenze e delle reti in nazionale ― Lituania | Cronologia completa delle presenze e delle reti in nazionale ― Lituania | Cronologia completa delle presenze e delle reti in nazionale ― Lituania |
| Data                                                                    | Città                                                                   | In casa                                                                 | Risultato                                                               | Ospiti                                                                  | Competizione                                                            | Reti                                                                    | Note                                                                    |
| ----------------------------------------------------------------------- | ----------------------------------------------------------------------- | ----------------------------------------------------------------------- | ----------------------------------------------------------------------- | ----------------------------------------------------------------------- | ----------------------------------------------------------------------- | ----------------------------------------------------------------------- | ----------------------------------------------------------------------- |
| 25-3-2011                                                               | Kaunas                                                                  | Lituania                                                                | 2 – 0                                                                   | Polonia                                                                 | Amichevole                                                              | -                                                                       | 46’                                                                     |
| 3-6-2011                                                                | Vaduz                                                                   | Liechtenstein                                                           | 2 – 0                                                                   | Lituania                                                                | Qual. Euro 2012                                                         | -2                                                                      |                                                                         |
| 7-6-2011                                                                | Oslo                                                                    | Norvegia                                                                | 1 – 0                                                                   | Lituania                                                                | Amichevole                                                              | -1                                                                      |                                                                         |
| 29-5-2012                                                               | Nyon                                                                    | Lituania                                                                | 0 – 0                                                                   | Russia                                                                  | Amichevole                                                              | -                                                                       |                                                                         |
| 1-6-2012                                                                | Võru                                                                    | Lettonia                                                                | 5 – 0                                                                   | Lituania                                                                | Coppa del Baltico 2012                                                  | -5                                                                      |                                                                         |
| 14-11-2012                                                              | Erevan                                                                  | Armenia                                                                 | 4 – 2                                                                   | Lituania                                                                | Amichevole                                                              | -3                                                                      | 46’                                                                     |
| 26-3-2013                                                               | Tirana                                                                  | Albania                                                                 | 4 – 1                                                                   | Lituania                                                                | Amichevole                                                              | -4                                                                      | 62’                                                                     |
| 1-6-2016                                                                | Liepāja                                                                 | Lettonia                                                                | 2 – 1                                                                   | Lituania                                                                | Coppa del Baltico 2016                                                  | -2                                                                      |                                                                         |
| 4-9-2016                                                                | Vilnius                                                                 | Lituania                                                                | 2 – 2                                                                   | Slovenia                                                                | Qual. Mondiali 2018                                                     | -2                                                                      |                                                                         |
| 8-10-2016                                                               | Glasgow                                                                 | Scozia                                                                  | 1 – 1                                                                   | Lituania                                                                | Qual. Mondiali 2018                                                     | -1                                                                      |                                                                         |
| 11-10-2016                                                              | Vilnius                                                                 | Lituania                                                                | 2 – 0                                                                   | Malta                                                                   | Qual. Mondiali 2018                                                     | -                                                                       |                                                                         |
| 11-11-2016                                                              | Trnava                                                                  | Slovacchia                                                              | 4 – 0                                                                   | Lituania                                                                | Qual. Mondiali 2018                                                     | -4                                                                      |                                                                         |
| 22-3-2017                                                               | Ústí nad Labem                                                          | Rep. Ceca                                                               | 3 – 0                                                                   | Lituania                                                                | Amichevole                                                              | -                                                                       | 46’                                                                     |
| 26-3-2017                                                               | Londra                                                                  | Inghilterra                                                             | 2 – 0                                                                   | Lituania                                                                | Qual. Mondiali 2018                                                     | -2                                                                      |                                                                         |
| 1-9-2017                                                                | Vilnius                                                                 | Lituania                                                                | 0 – 3                                                                   | Scozia                                                                  | Qual. Mondiali 2018                                                     | -3                                                                      |                                                                         |
| 4-9-2017                                                                | Lubiana                                                                 | Slovenia                                                                | 4 – 0                                                                   | Lituania                                                                | Qual. Mondiali 2018                                                     | -4                                                                      |                                                                         |
| 8-10-2017                                                               | Vilnius                                                                 | Lituania                                                                | 0 – 1                                                                   | Inghilterra                                                             | Qual. Mondiali 2018                                                     | -1                                                                      |                                                                         |
| 24-3-2018                                                               | Tbilisi                                                                 | Georgia                                                                 | 4 – 0                                                                   | Lituania                                                                | Amichevole                                                              | -4                                                                      |                                                                         |
| 27-3-2018                                                               | Erevan                                                                  | Armenia                                                                 | 0 – 1                                                                   | Lituania                                                                | Amichevole                                                              | -                                                                       |                                                                         |
| 30-5-2018                                                               | Rakvere                                                                 | Estonia                                                                 | 2 – 0                                                                   | Lituania                                                                | Coppa del Baltico 2018                                                  | -2                                                                      |                                                                         |
| 7-9-2018                                                                | Vilnius                                                                 | Lituania                                                                | 0 – 1                                                                   | Serbia                                                                  | UEFA Nations League 2018-2019 - 1º turno                                | -1                                                                      |                                                                         |
| 10-9-2018                                                               | Podgorica                                                               | Montenegro                                                              | 2 – 0                                                                   | Lituania                                                                | UEFA Nations League 2018-2019 - 1º turno                                | -2                                                                      |                                                                         |
| 11-10-2018                                                              | Vilnius                                                                 | Lituania                                                                | 1 – 2                                                                   | Romania                                                                 | UEFA Nations League 2018-2019 - 1º turno                                | -2                                                                      |                                                                         |
| 14-10-2018                                                              | Vilnius                                                                 | Lituania                                                                | 1 – 4                                                                   | Montenegro                                                              | UEFA Nations League 2018-2019 - 1º turno                                | -4                                                                      |                                                                         |
| 17-11-2018                                                              | Ploiești                                                                | Romania                                                                 | 3 – 0                                                                   | Lituania                                                                | UEFA Nations League 2018-2019 - 1º turno                                | -3                                                                      |                                                                         |
| 20-11-2018                                                              | Belgrado                                                                | Serbia                                                                  | 4 – 1                                                                   | Lituania                                                                | UEFA Nations League 2018-2019 - 1º turno                                | -4                                                                      |                                                                         |
| 22-3-2019                                                               | Lussemburgo                                                             | Lussemburgo                                                             | 2 – 1                                                                   | Lituania                                                                | Qual. Euro 2020                                                         | -2                                                                      |                                                                         |
| 10-9-2019                                                               | Vilnius                                                                 | Lituania                                                                | 1 – 5                                                                   | Portogallo                                                              | Qual. Euro 2020                                                         | -5                                                                      | Cap.                                                                    |
| 14-11-2019                                                              | Faro                                                                    | Portogallo                                                              | 6 – 0                                                                   | Lituania                                                                | Qual. Euro 2020                                                         | -6                                                                      |                                                                         |
| 17-11-2019                                                              | Vilnius                                                                 | Lituania                                                                | 1 – 0                                                                   | Nuova Zelanda                                                           | Amichevole                                                              | -                                                                       |                                                                         |
| 2-9-2021                                                                | Vilnius                                                                 | Lituania                                                                | 1 – 4                                                                   | Irlanda del Nord                                                        | Qual. Mondiali 2022                                                     | -4                                                                      | Cap.                                                                    |
| 5-9-2021                                                                | Sofia                                                                   | Bulgaria                                                                | 1 – 0                                                                   | Lituania                                                                | Qual. Mondiali 2022                                                     | -1                                                                      | Cap.                                                                    |
| 8-9-2021                                                                | Reggio Emilia                                                           | Italia                                                                  | 5 – 0                                                                   | Lituania                                                                | Qual. Mondiali 2022                                                     | -5                                                                      | Cap.                                                                    |
| 9-10-2021                                                               | Vilnius                                                                 | Lituania                                                                | 3 – 1                                                                   | Bulgaria                                                                | Qual. Mondiali 2022                                                     | -1                                                                      | Cap.                                                                    |
| 12-10-2021                                                              | Vilnius                                                                 | Lituania                                                                | 0 – 4                                                                   | Svizzera                                                                | Qual. Mondiali 2022                                                     | -4                                                                      | Cap.                                                                    |
| 12-11-2021                                                              | Belfast                                                                 | Irlanda del Nord                                                        | 1 – 0                                                                   | Lituania                                                                | Qual. Mondiali 2022                                                     | -1                                                                      | Cap.                                                                    |
| 4-6-2022                                                                | Vilnius                                                                 | Lituania                                                                | 0 – 2                                                                   | Lussemburgo                                                             | UEFA Nations League 2022-2023 - 1º turno                                | -2                                                                      | Cap.                                                                    |
| 7-6-2022                                                                | Vilnius                                                                 | Lituania                                                                | 0 – 6                                                                   | Turchia                                                                 | UEFA Nations League 2022-2023 - 1º turno                                | -6                                                                      |                                                                         |
| Totale                                                                  |                                                                         | Presenze                                                                | 38                                                                      |                                                                         | Reti                                                                    | -93                                                                     |                                                                         |

## Palmarès

### Club

#### Competizioni nazionali
- Coppa di Israele: 2

Hapoel Haifa: 2017-2018
Hapoel Be'er Sheva: 2019-2020
- Supercoppa d'Israele: 1

Hapoel Haifa: 2018

### Individuale
- Calciatore lituano dell'anno: 1

2019